# Гонсалвеш, Жозе (велогонщик)
Жозе Исидру Гонсалвеш Масиэл (порт. José Isidro Gonçalves Maciel, род. 13 февраля 1989 в Барселуше, Португалия) — португальский профессиональный шоссейный велогонщик. С 2020 года защищает цвета «Nippo–Delko–One Provence».

## Главные победы
2011
1-й Чемпионат Португалии среди U-23 в Индивидуальной гонке
2012
1-й  — Чемпионат Португалии в Индивидуальной гонке
2013
1-й — Polynormande
2015
1-й на этапе 5 Вольта Португалии
2016
1-й  — Тур Турции
1-й на этапе 2 — Volta Internacional Cova da Beira
1-й на этапе 7 Вольта Португалии

## Статистика выступлений наГранд Турах
- Тур де Франс
  - Участие:0

- Джиро д'Италия
  - Участие:0

- Вуэльта Испании
  - Участие:2
    - 2015: 34
    - 2016: сход на этапе 11